# Ivan Babikov
Pour les articles homonymes, voir Babikov.
Ivan Sergueïevitch Babikov (en russe : Иван Сергеевич Бабиков), né le 4 juillet 1980 à Syktyvkar (Russie), est un fondeur russe, naturalisé canadien en décembre 2007. À partir de janvier 2009, il porte les couleurs du Canada.

## Biographie
En 2003, avec sa mère, il rejoint sa sœur qui avait auparavant émigré au Canada et redevient un skieur actif, s'entraînant à Canmore. Il concourt pendant des années sous les couleurs russes, car il n'a pas encore la citoyenneté canadienne.
Il fait ses débuts en Coupe du monde en décembre 2005 à Vernon, se classant 14e de la poursuite, puis enchaîne avec une quatrième place au quinze kilomètres libre de Canmore. Quelques semaines plus tard, il est convié pour sa première compétition majeure, les Jeux olympiques à Turin. En février 2007, il monte sur son premier podium en Coupe du monde avec un succès sur le relais de Davos.
Babikov est sélectionné pour ses premiers championnats du monde en 2007, sa dernière compétition importante avec la Russie.
Lors du Tour de ski 2008-2009, il remporte l'étape de la poursuite 10 km style libre (montée de l'Alpe Cermis), dont il est spécialiste, Babikov terminant 2e en 2013 et 3e en 2014. Il est ensuite sixième d'une poursuite à Vancouver. En 2009-2010, il occupe le neuvième rang final au Tour de ski, avant une participation aux Jeux olympiques à Vancouver, qui se solde par une cinquième place à la poursuite, une huitième place au quinze kilomètres libre et une septième place en relais. Sa cinquième place est le meilleur résultat d'un Canadien en ski de fond aux Jeux olympiques.
Auteur d'un top dix en 2011 et 2012, il finit 7e du Tour de ski 2013, ce qui contribue à son meilleur classement général en Coupe du monde : 20e. La même saison, termine 4e des Championnats du monde de Val di Fiemme dans l'épreuve du 15 km classique.
Aux Jeux olympiques d'hiver de 2014, à Sotchi, il termine 24e du skiathlon, 39e du quinze kilomètres, 20e du cinquante kilomètres et 12e du relais.
En 2016, pour son ultime saison au niveau international, il court le Ski Tour Canada, arrivant deux fois dixième sur des étapes et prenant la 14e place finale. Il devient ensuite entraîneur dans l'équipe nationale canadienne de ski de fond.

## Palmarès

### Jeux olympiques
| Épreuve / Édition           | Épreuve / Édition           | Turin 2006 | Vancouver 2010 | Sotchi 2014 |
| Poursuite / Skiathlon 30 km | Poursuite / Skiathlon 30 km | 13e        | 5e             | 24e         |
| 15 km                       |                             |            |                |             |
| Classique                   | 22e                         |            | 39e            |             |
| Libre                       |                             | 8e         |                |             |
| 50 km                       |                             |            |                |             |
| Libre départ groupé         | 38e                         |            | 20e            |             |
| Classique départ groupé     |                             | -          |                |             |
| Relais 4 × 10 km            | Relais 4 × 10 km            | -          | 7e             | 12e         |

### Championnats du monde
| Épreuve / Édition           | Sprint                           | Sprint                           | 15 km                            | 15 km                            | Poursuite / Skiathlon 2 × 15 km | 50 km   | Relais | Relais    |
| Épreuve / Édition           | libre                            | classique                        | libre                            | classique                        | Poursuite / Skiathlon 2 × 15 km | 50 km   | Sprint | 4 × 10 km |
| Mondiaux 2007 Sapporo       | Épreuve inexistante à cette date | —                                | —                                | Épreuve inexistante à cette date | —                               | 45e     | —      | —         |
| Mondiaux 2009 Liberec       | —                                | Épreuve inexistante à cette date | Épreuve inexistante à cette date | —                                | 40e                             | 16e     | —      | 5e        |
| Mondiaux 2011 Oslo          | —                                | Épreuve inexistante à cette date | Épreuve inexistante à cette date | 30e                              | 15e                             | 17e     | —      | 12e       |
| Mondiaux 2013 Val di Fiemme | Épreuve inexistante à cette date | —                                | 4e                               | Épreuve inexistante à cette date | 31e                             | Abandon | —      | 12e       |
| Mondiaux 2015 Falun         | Épreuve inexistante à cette date | —                                | 20e                              | Épreuve inexistante à cette date | 23e                             | 30e     | —      | 10e       |

### Coupe du monde
- Meilleur classement général : 20e en 2013.
- Meilleur classement en distance : 20e en 2013.
- 1 podium en relais : 1 victoire.
- 3 podiums sur des étapes de tour : 1 victoire, 1 deuxième place et 1 troisième place.

#### Classements en Coupe du monde
| Année     | Classement général final | Classement distance | Classement sprint |
| 2005-2006 | 45e                      | 29e                 |                   |
| 2006-2007 | 136e                     | 83e                 |                   |
| 2007-2008 | 84e                      | 53e                 |                   |
| 2008-2009 | 46e                      | 25e                 |                   |
| 2009-2010 | 23e                      | 27e                 |                   |
| 2010-2011 | 42e                      | 33e                 |                   |
| 2011-2012 | 52e                      | 34e                 |                   |
| 2012-2013 | 20e                      | 20e                 |                   |
| 2013-2014 | 40e                      | 30e                 |                   |
| 2014-2015 | 67e                      | 43e                 |                   |
| 2015-2016 | 38e                      | 32e                 |                   |